# San Martín Sarroca
Sant Martí Sarroca o San Martín Sarroca (oficialmente en catalán: Sant Martí Sarroca) es un municipio y localidad de la comarca del Alto Panadés, provincia de Barcelona, comunidad autónoma de Cataluña, España. 

## Geografía

Localización de San Martín Sarroca dentro del Alto Panadés

El municipio presenta en el oesudoeste una tipología accidentada y boscosa mientras que el resto del término municipal es plano y ondulado. El río Foix y la riera de Pontons son las corrientes de agua más importantes que traviesan el término municipal y sus cauces demuestran hoy día la importancia de su agua, de caudal irregular y a veces inexistente en superficie, para la vida y la economía de la población.

## Símbolos
El escudo de San Martín Sarroca es un escudo acantonado. Fondo de gules, con una campana de oro en el centro y cimerado por una corona mural de pueblo. La campana de oro sobre el fondo de gules son el conjunto ornamental del escudo de los Sant Martí, señores del castillo local desde el siglo X, durante la repoblación de les tierras reconquistadas a los musulmanes.
Fue aprobado el 22 de septiembre de 1983.

## Patrimonio
- Iglesia de Santa María, declarada bien de interés cultural desde el 3 de junio de 1931.
- Castillo de San Martín Sarroca, declarado bien de interés cultural desde el 8 de noviembre de 1988.ç

## Conjunto monumental de la Roca
El conjunto monumental, catalogado como monumento histórico artístico de interés nacional, se encuentra a la cumbre del cerro de la Roca y está formado por el castillo de San Martín Sarroca y la iglesia de Santa María que datan del siglo X y siglo XII, respectivamente.

## Fiestas y tradiciones

### El desfile de Carnestoltes
El desfile de carnaval es una festividad importante en la población. A la undécima edición, celebrada el 2010, participaron 23 carrozas y 8 comparsas con un total de 2.300 participantes.
Los actos empiezan a la 1 del mediodía, con el discurso inaugural del Rey Carnestoltes y la Reina de Carnestoltes. El desfile pone en marcha a las seis y media del anochecer, pero a primera hora de la tarde el pueblo ya se empieza a llenar de visitantes. Fuentes oficiales calculan que cada año en Sant Martí Sarroca vienen 7.000 personas a verla. El desfile de San Martín no es competitiva, puesto que todas las carrozas y comparsas que cumplen los requisitos del reglamento obtienen automáticamente una retribución.

### La fiesta mayor
Otra fiesta relevante de esta localidad es la fiesta mayor, que se celebra el tercer domingo de julio (viernes, sábado, domingo y lunes). Entre los actos de esta destacan los Pasacalles y los Conciertos que hay cada noche con una orquesta diferente, así como un gran espectáculo de fuego realizado por los diablos Aristois.

## Demografía
San Martín Sarroca cuenta con una población de 3391 habitantes (INE 2024).
| Gráfica de evolución demográfica de San Martín Sarroca entre 1842 y 2021 |
| |
| Población de derecho según los censos de población del INE. Población de hecho según los censos de población del INE.En estos censos se denominaba San Martín Sarroca: 1842, 1857, 1860, 1877, 1887, 1897, 1900, 1910, 1920, 1930, 1940, 1950, 1960, 1970 y 1981. Entre el censo de 1857 y el anterior, crece el término del municipio porque incorpora a La Bleda. |

### Núcleos de población
El municipio está formado por dieciséis núcleos o entidades de población. La mayoría de estos núcleos tienen su origen en masos de raíz medieval y sus dependencias, que con el tiempo, se consolidaron.
Lista de población por entidades:
| Entidad de población     | Habitantes (2024) |
| ------------------------ | ----------------- |
| San Martín Sarroca       | 2.078             |
| la Bleda                 | 310               |
| els Hostalets            | 157               |
| la Rovira Roja           | 135               |
| la Roca                  | 104               |
| Cal Siusplau             | 89                |
| La Serra de Dalt         | 65                |
| Can Cruset de la Carrera | 57                |
| Can Lleó                 | 51                |
| la Serra de Baix         | 51                |
| la Fassina               | 48                |
| Cal Miret                | 44                |
| el Romaní                | 39                |
| la Torre                 | 37                |
| el Garrofer              | 35                |
| Brugueres                | 34                |
| les Cantarelles          | 16                |
| Can Sogues               | 13                |
| Can Rigol                | 13                |
| les Cabrunes             | 9                 |

## Administración y política
| Periodo   | Nombre                                                                 | Partido          |
| --------- | ---------------------------------------------------------------------- | ---------------- |
| 1979-1983 | Jaume Torres                                                           | Independientes   |
| 1983-1987 | Pere Balada (1983-1984) Jaume Guasch (1984-1987)                       | CiU              |
| 1987-1991 | Salvador Carbó Gili                                                    | CiU              |
| 1991-1995 | Josep Santacana Romagosa                                               | CiU              |
| 1995-1999 | Josep Santacana Romagosa                                               | CiU              |
| 1999-2003 | Pere Tort Arnabat (1999-2000 / 2002-2003) Ramon Carbó Vert (2000-2002) | PSC CiU          |
| 2003-2007 | Pere Tort Arnabat (2003-2004) Ramon Carbó Vert (2004-2007).            | PSC CiU          |
| 2007-2011 | Ramon Carbó Vert                                                       | CiU              |
| 2011-2015 | Ramon Carbó Vert                                                       | CiU              |
| 2015-2018 | Antoni Ventura                                                         | CUP              |
| 2018-2019 | Josep Olivella                                                         | JUNTS            |
| 2019-2023 | Josep Maria Padullés                                                   | Foment Martinenc |
| 2023-act. | Sonia Jansà                                                            | ERC              |